# Jüdischer Friedhof (Heidingsfeld)

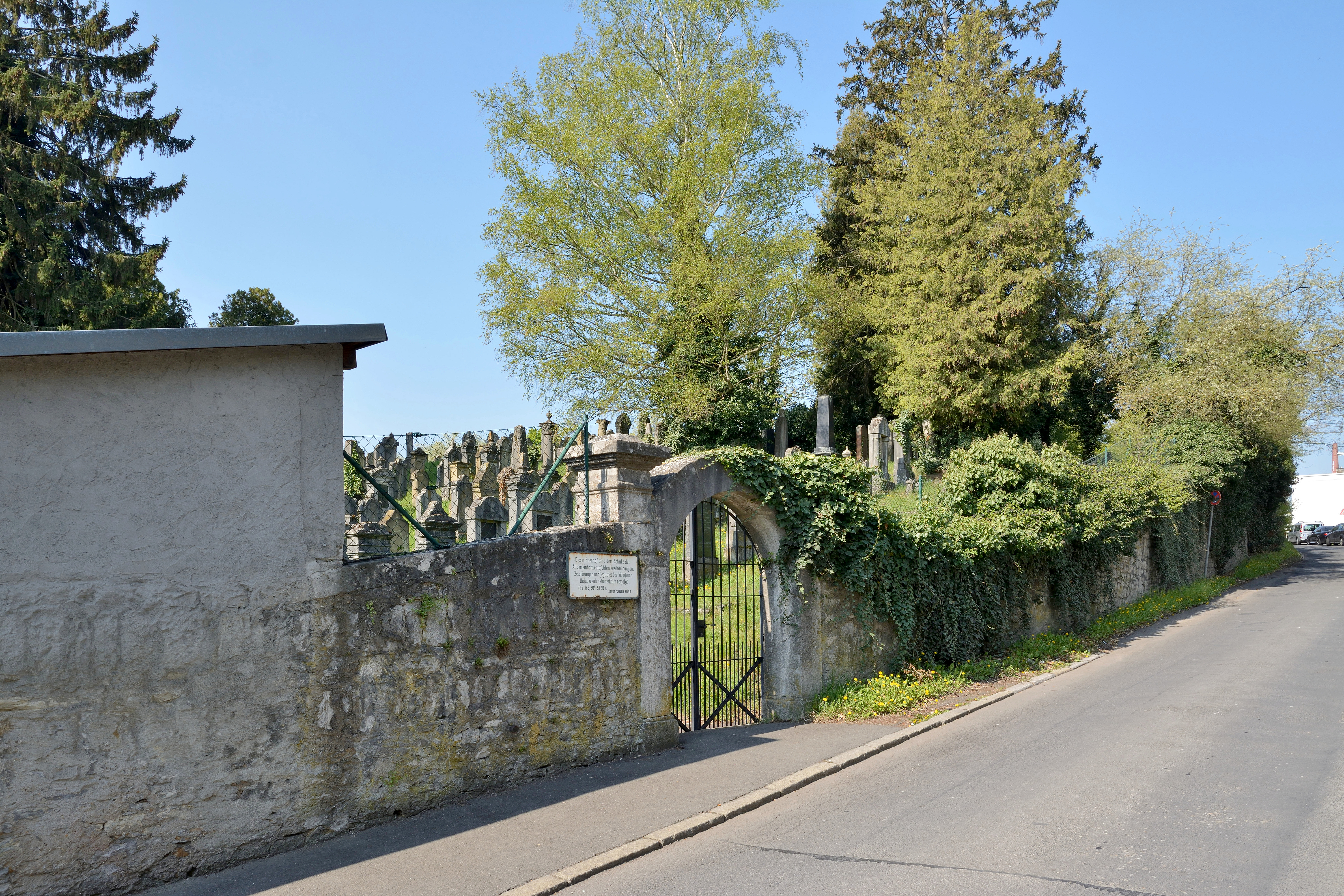
Der verschlossene Eingangsbereich

Der Jüdische Friedhof Heidingsfeld liegt in Heidingsfeld, einem Stadtteil der kreisfreien Stadt Würzburg im bayerischen Regierungsbezirk Unterfranken.
Ein weiterer jüdischer Friedhof in Würzburg ist der Jüdische Friedhof im Stadtteil Grombühl.

## Geschichte
Die erste bekannte urkundliche Erwähnung der jüdischen Gemeinde von Heidingsfeld stammt aus dem Jahr 1298. Doch erst im frühen 18. Jahrhundert wurde Heidingsfeld zu einem religiösen Zentrum, als es Sitz des Ober-Rabbiners von Unterfranken wurde. Der Friedhof selbst wurde 1811 angelegt. Die jüdische Gemeinde von Heidingsfeld bestand bis zum 22. September 1942, und etwa zu dieser Zeit fand die letzte Bestattung auf dem Friedhof statt.

## Lage und Charakterisierung
Der Friedhof liegt im Süden von Heidingsfeld und hat eine Größe von etwa 56 Ar. In seiner Nähe befinden sich ein Bahnhof, eine Autobahnbrücke und eine Mobilfunkanlage.

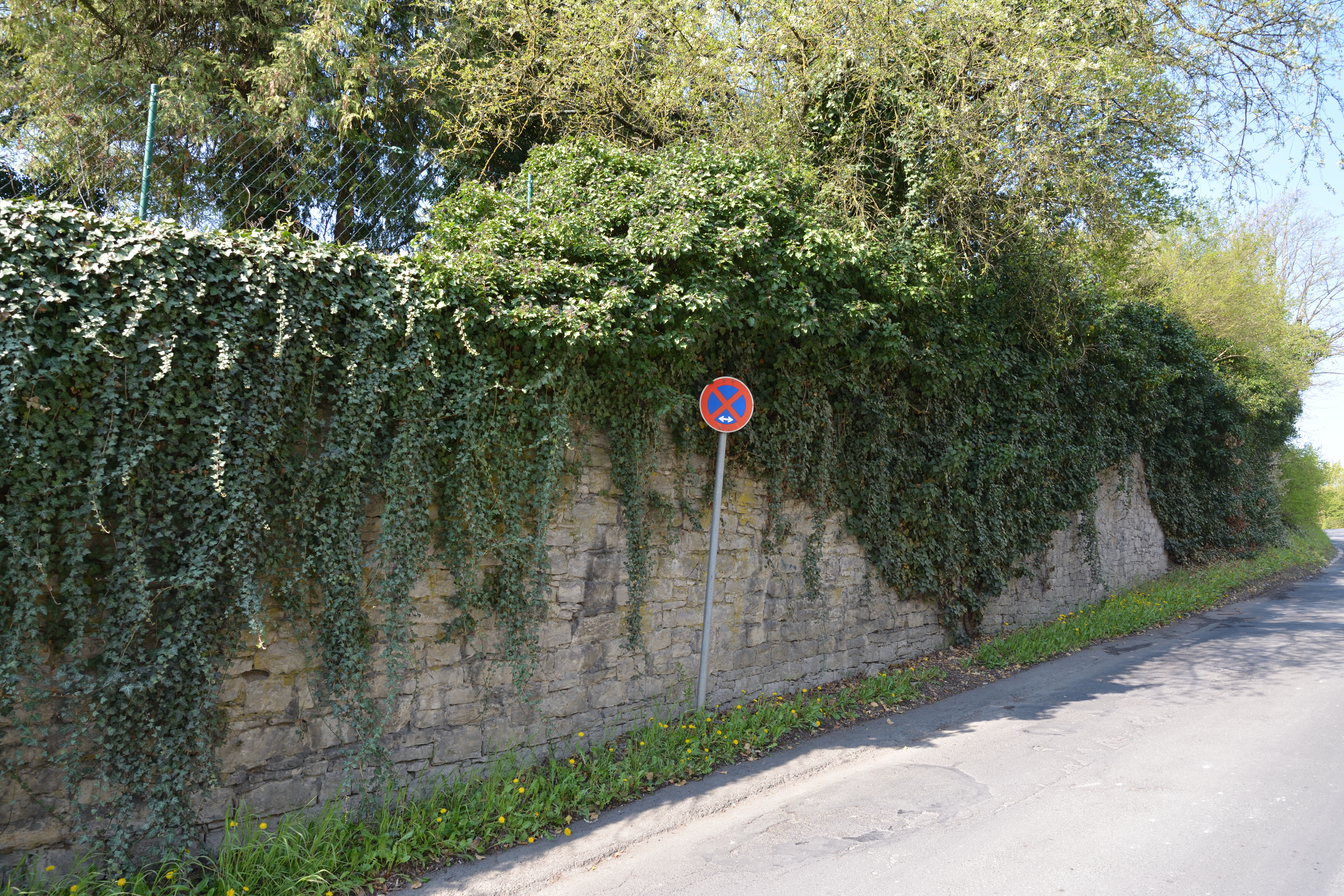
Friedhofsmauer
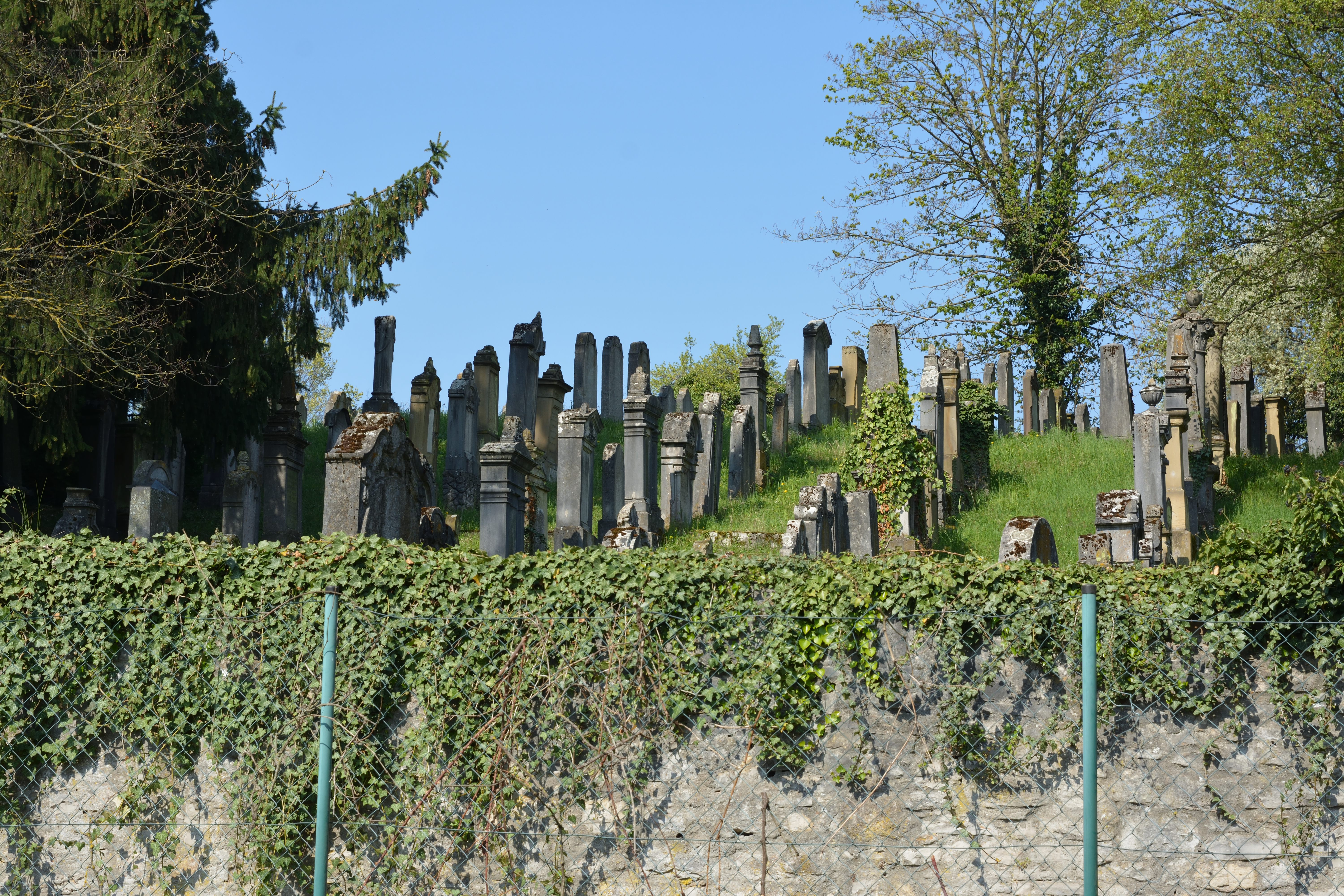
Blick über die Mauer